# Love & Liberation

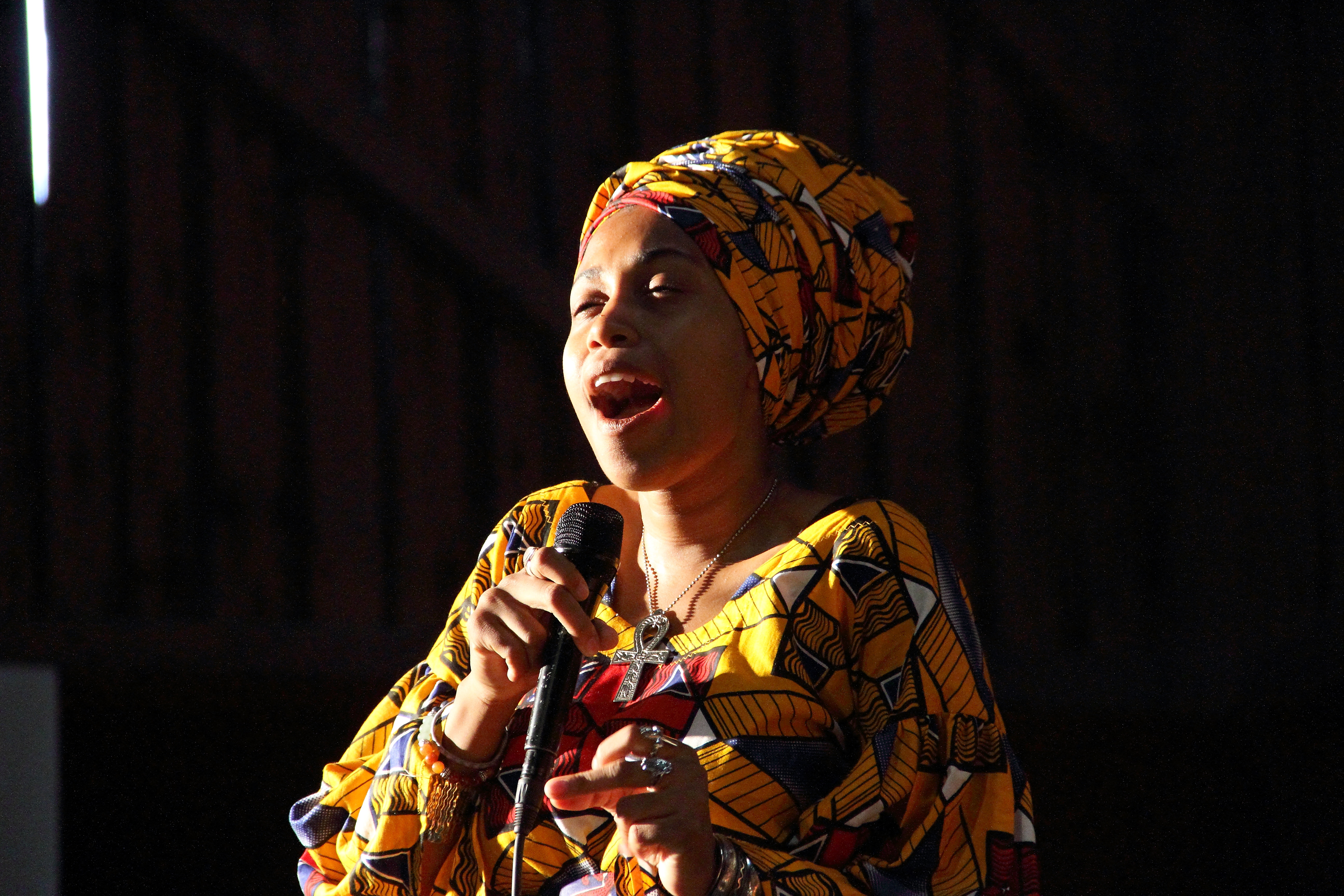
Jazzmeia Horn beim INNtöne Jazzfestival 2017

Love & Liberation ist das zweite Album der Jazzsängerin Jazzmeia Horn. Es erschien am 23. August 2019 bei Concord Jazz.

## Hintergrund
Horn benannte ihr Album Love & Liberation, weil das ein „Konzept und Mantra“ sei, das sie in ihrem Alltag konsequent anwende. „Für mich gehen die beiden Hand in Hand und beide beschreiben, wo ich in meinem Leben und meiner Karriere gerade stehe. Ein Akt der Liebe ist ein Akt der Befreiung, und die Entscheidung, sich selbst oder einen anderen zu befreien, ist ein Akt der Liebe.“
Horns Album Love & Liberation ist nach Ansicht von Jörg Heyd (WDR) „eine Art musikalisches Tagebuch mit 12 Kapiteln, die sie einzelnen Personen, Erlebnissen, der Liebe und ihrem turbulenten Leben als Musikerin gewidmet hat.“ Neben acht Eigenkompositionen interpretiert sie auf Love & Liberation auch vier Fremdkompositionen: No More, ein Titel von Hubert Laws (Musik) und Jon Hendricks (Text), Erykah Badus Green Eyes, Rachelle Ferrells Reflection of My Heart und den Standard I Thought about You, einen Titel von Jimmy Van Heusen und Johnny Mercer.
In Horns Begleitband spielen auf dem Album ihr langjähriger Pianist Victor Gould, der Bassist Ben Williams, der Schlagzeuger/Sänger Jamison Ross, der Saxophonist Stacy Dillard und der Trompeter Josh Evans.

## Titelliste
- Jazzmeia Horn – Love & Liberation (Concord CJA 00155)

1. Free Your Mind (Jazzmeia Horn) 4:47
2. Time (Jazzmeia Horn) 1:55
3. Out the Window (Jazzmeia Horn) 3:30
4. No More (Hubert Laws-Jon Hendricks) 3:47
5. When I Say (Jazzmeia Horn) 2:29
6. Legs and Arms (Jazzmeia Horn) 7:23
7. Searchin’ (Jazzmeia Horn) 3:02
8. Green Eyes (Erykah Badu) 5:19
9. Still Tryin’ (Jazzmeia Horn) 4:23
10. Only You (Jazzmeia Horn) 1:14
11. Reflections of My Heart (George Duke, Rachelle Ferrell) 6:32
12. I Thought About You (James Van Heusen, Johnny Mercer) 3:48

## Rezeption

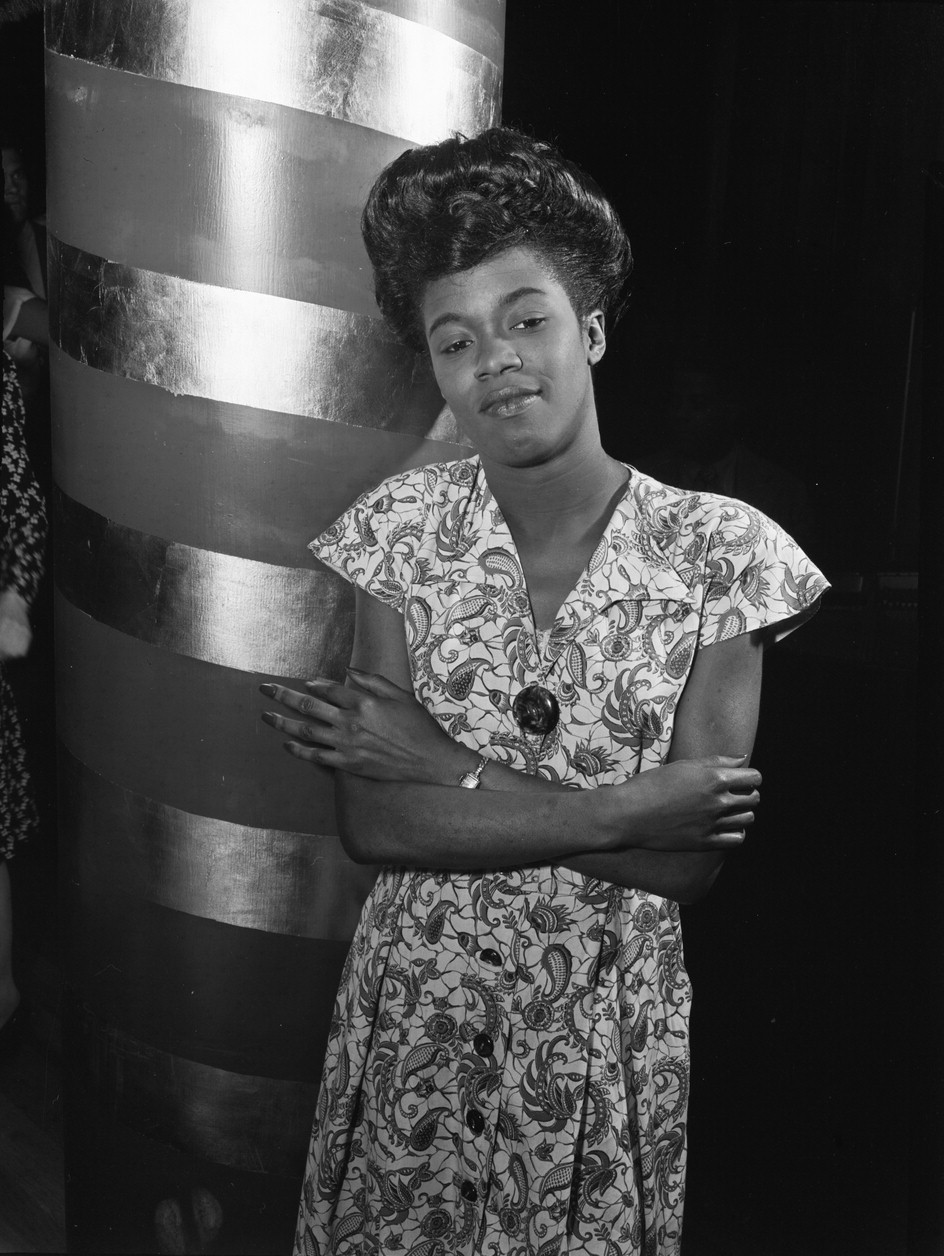
Sarah Vaughan 1946 im Café Society
(Foto: William P. Gottlieb)

Nach Ansicht von Peter Jones (London Jazz News) arbeitet Jazzmeia Horn „mit dem gleichen Gefühl von Leichtigkeit und Raffinesse, wie wir es von anderen jüngeren amerikanischen Sängerinnen wie Cécile oder Kandace Springs gewohnt sind.“ Aber sie habe auch eine Menge Stimmgewalt, zu hören bei Green Eyes, wo ihr Scatgesang am besten als „muskulös“ beschrieben wird, und sie könne einen ungezogenen Blues genauso gut artikulieren wie Cécile McLorin Salvant (etwa in Still Tryin’). Auch zeige sie einen makellosen Geschmack in ihrer Materialauswahl und habe das Zeug zum Schreiben: Jones weist in diesem Zusammenhang besonders auf die lange Ballade Legs and Arms hin, in der der Einfluss von Sarah Vaughan deutlich werde, insbesondere „in ihrer Verwendung von geschweiftem Glissando und ihrer Fähigkeit, durch einen weiten Stimmumfang nach oben und unten zu zoomen.“ In der Soul-Ballade Reflections of My Heart harmoniere sie wunderbar mit dem Schlagzeuger und Sänger Jamison Ross. Auch ihre Interpretation des Standards I Thought About You, den sie lediglich von dem Bassisten Ben Williams präsentiert, überzeuge.
Auf Searchin’ bewege sich die Sängerin „im Land des Bebop“: Horn sei tatsächlich sehr gut in der Hochgeschwindigkeits-Vokalise. Der Geist von Jon Hendricks, mit dem sie noch auf dem Album Meet Me at Minton’s der JC Hopkins Biggish Band aufgenommen hatte, sei hier und ebenso in No More zu spüren.
Matt Collar verlieh dem Album in AllMusic 4½ (von fünf) Sternen. Seiner Ansicht nach ist Jazzmeia Horn „eine hochbegabte Jazz-Sängerin mit einer hellen, resonanten Stimme, die sowohl für soulige Standards als auch für Vocalese-Nummern geeignet ist.“ Ihre Begleitmusiker seien Virtuosen und brächten eine reichhaltige improvisatorische Energie in Horns Album ein. Das erste Stück, das lebhafte, Betty-Carter-artige Free Your Mind, weise „eine organische Qualität“ auf, die an die Art von Jazz-Alben erinnere, die in den 1970er-Jahren entstanden sind, als Künstler ihren hart swingenden Post-Bop mit Soul- und R&B-Einflüssen betonten. Verstärkt werde diese Ästhetik durch Horns Auswahl der Coverversionen, darunter der bluesige Song No More und ihre „sinnlich-atmosphärische“ Interpretation von Erykah Badus Green Eyes. Ebenso überzeugend sei Horns intimes Duett mit Ross über die Ballade Reflections of My Heart von George Duke und Rachelle Ferrell.

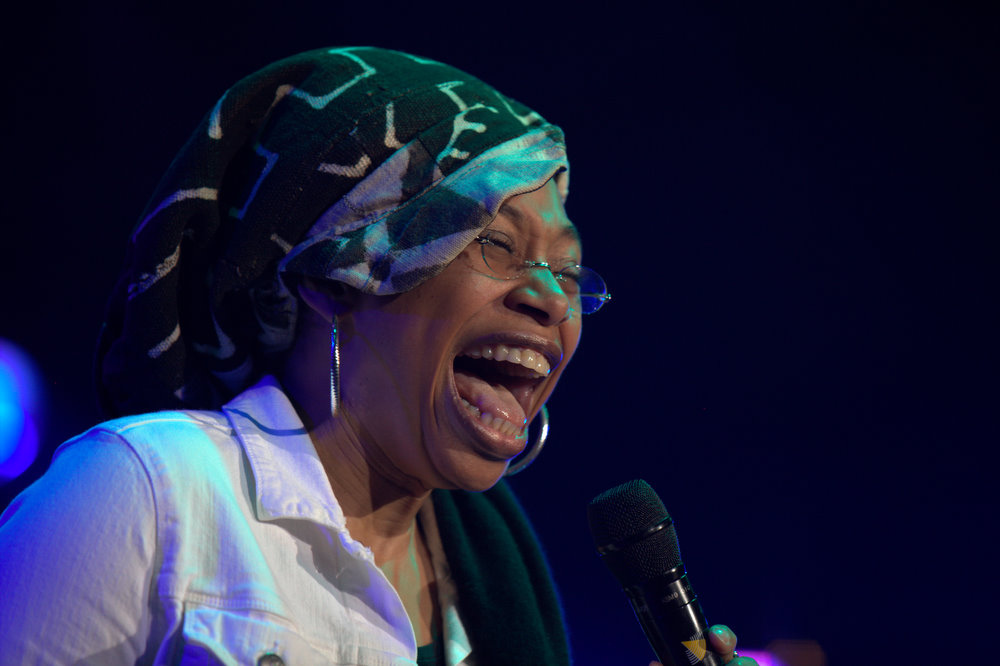
Rachelle Ferrell, 2011

Horn bringe auch eine deutlich gestärkte weibliche Perspektive in Love & Liberation ein, so der Autor weiter, „indem sie spielerisch auf ihre Erfahrung zurückgreift, zwei Töchter in ‚When I Say‘ großzieht und den männlichen Blick mit der unerwiderten Ballade ‚Legs and Arms‘ auf den Kopf stellt. An anderer Stelle zeige Horn ihr Talent für das Songwriting von sehr einprägsamen Originalen, wie beim hellen Swinger ‚Out the Window‘ und dem ebenso treibenden ‚Searchin’‘, das ihre dynamischen Fähigkeiten als Vokalimprovisatorin hervorhebe. In ähnlicher Weise taucht sie in den frechen Blues von ‚Still Tryin’‘ ein und setze ihre geradlinigen Jazzkünste mit einer weltgewandten Lesart des Standards ‚I Thought About You‘ fort.“
Das Rundfunkprogramm WDR 3 wählte Love & Liberation zum Album der Woche; Jörg Heyd notierte: „Jazzmeia Horn erzählt mit ihren Songs kleine Geschichten, die zwar persönlich, aber dennoch nachvollziehbar sind.“
Jim Hynes schrieb: „Es gibt eine breite Palette von Stilen, von reinem Jazz über Scat und Blues bis hin zu zeitgenössischem R&B mit unterschiedlichen Instrumenten, von einer kompletten Band über nur ein Instrument bis hin zu einem A-Cappella-Duett. Sie strahlen ein starkes Gefühl der afroamerikanischen Identität aus. Andere sprechen mit Überzeugung davon, eine starke, unabhängige Frau zu sein. Und es gibt sicherlich Liebes- und Beziehungslieder, nicht die albernen, sondern solche, die sowohl Zärtlichkeit als auch Humor darstellen.“
Ende November 2019 wurde das Album für die Grammy Awards 2020 in der Kategorie Bestes Jazz-Gesangsalbum nominiert.